# Туризм в Ірландії

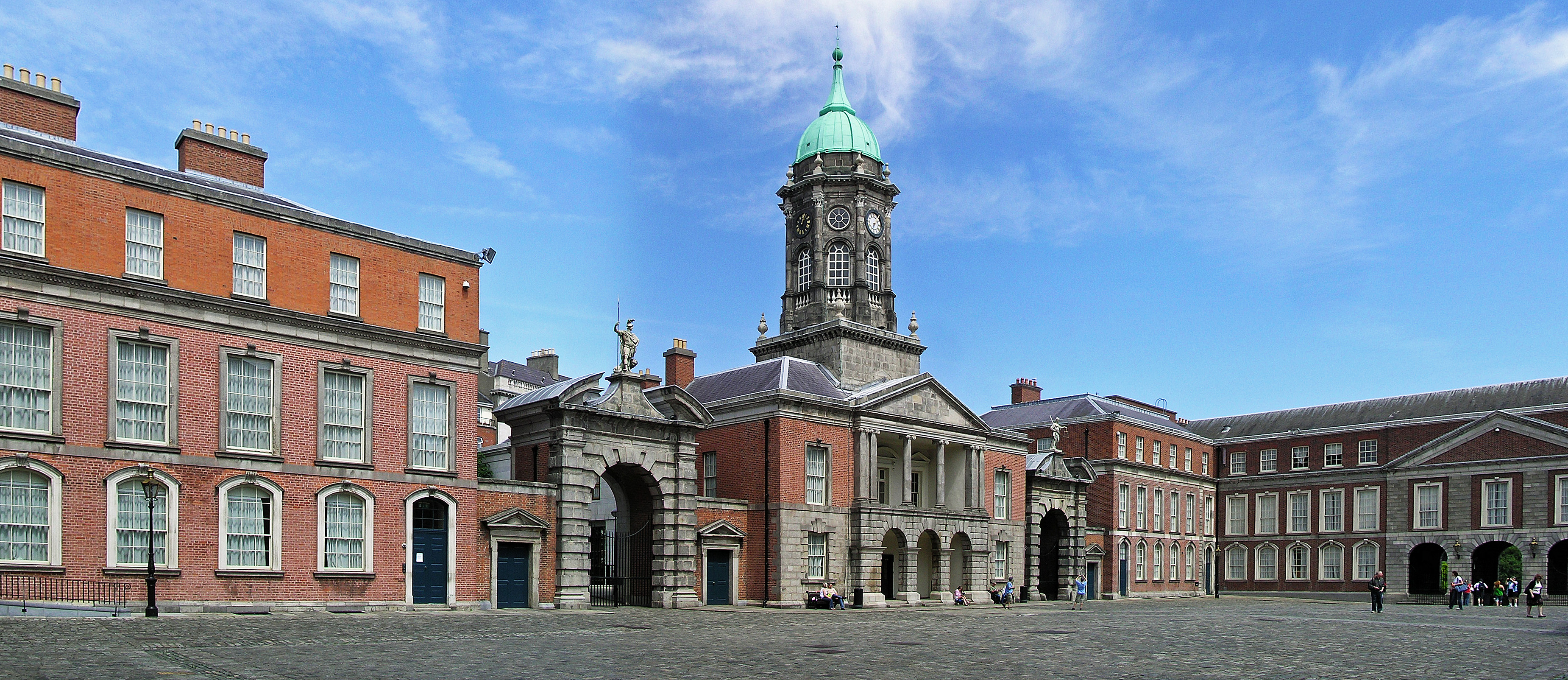
Дублінський замок

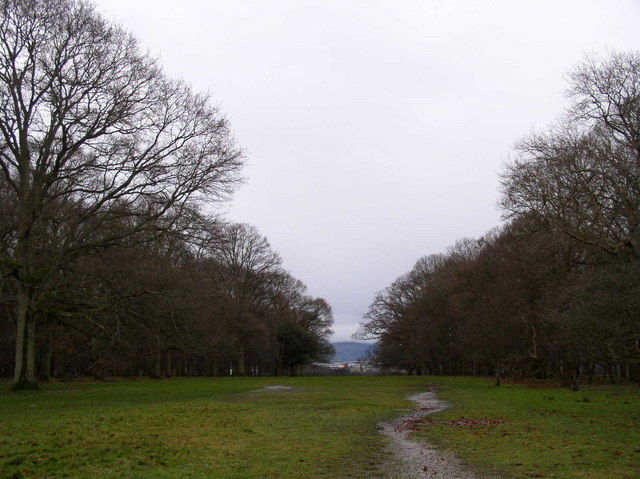
Фенікс-парк у Дубліні, один з найбільших у світі міських загальнодоступних парків

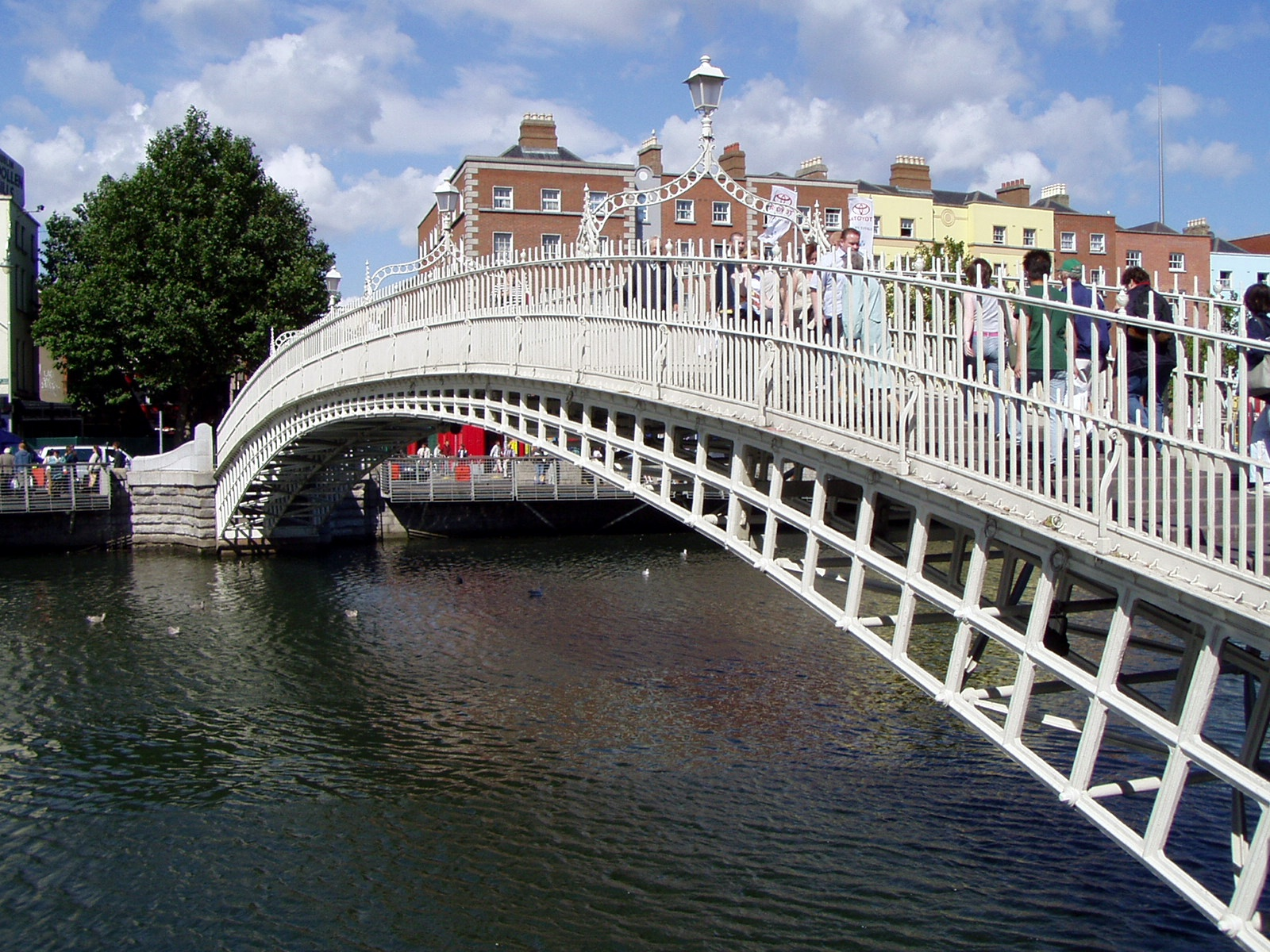
Міст Півпенні в Дубліні

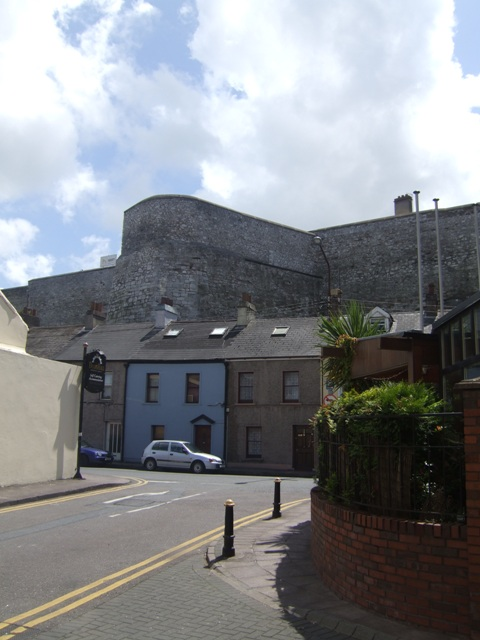
Форт-Елізабет у Корці

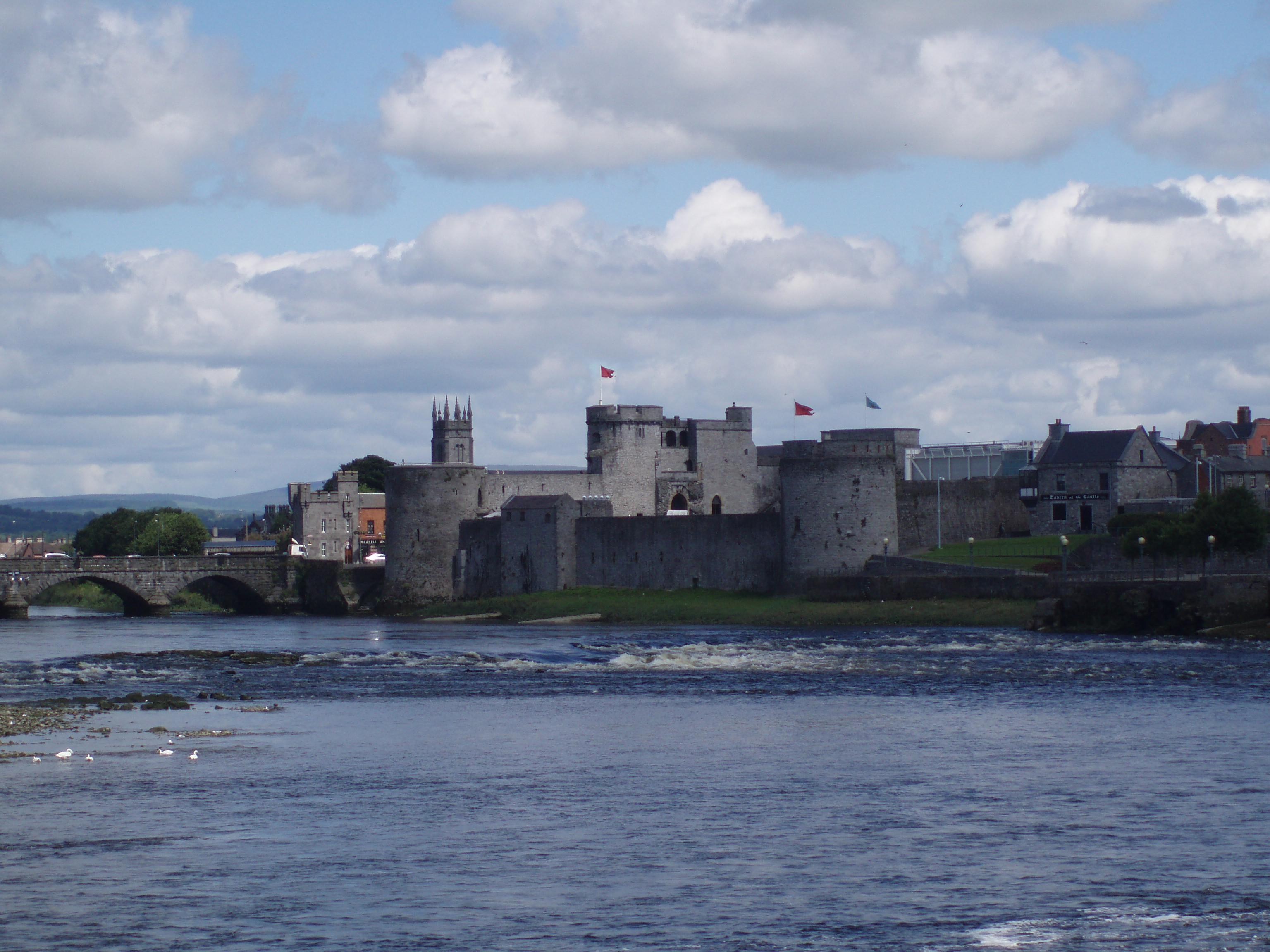
Замок короля Іоанна в Лімериці

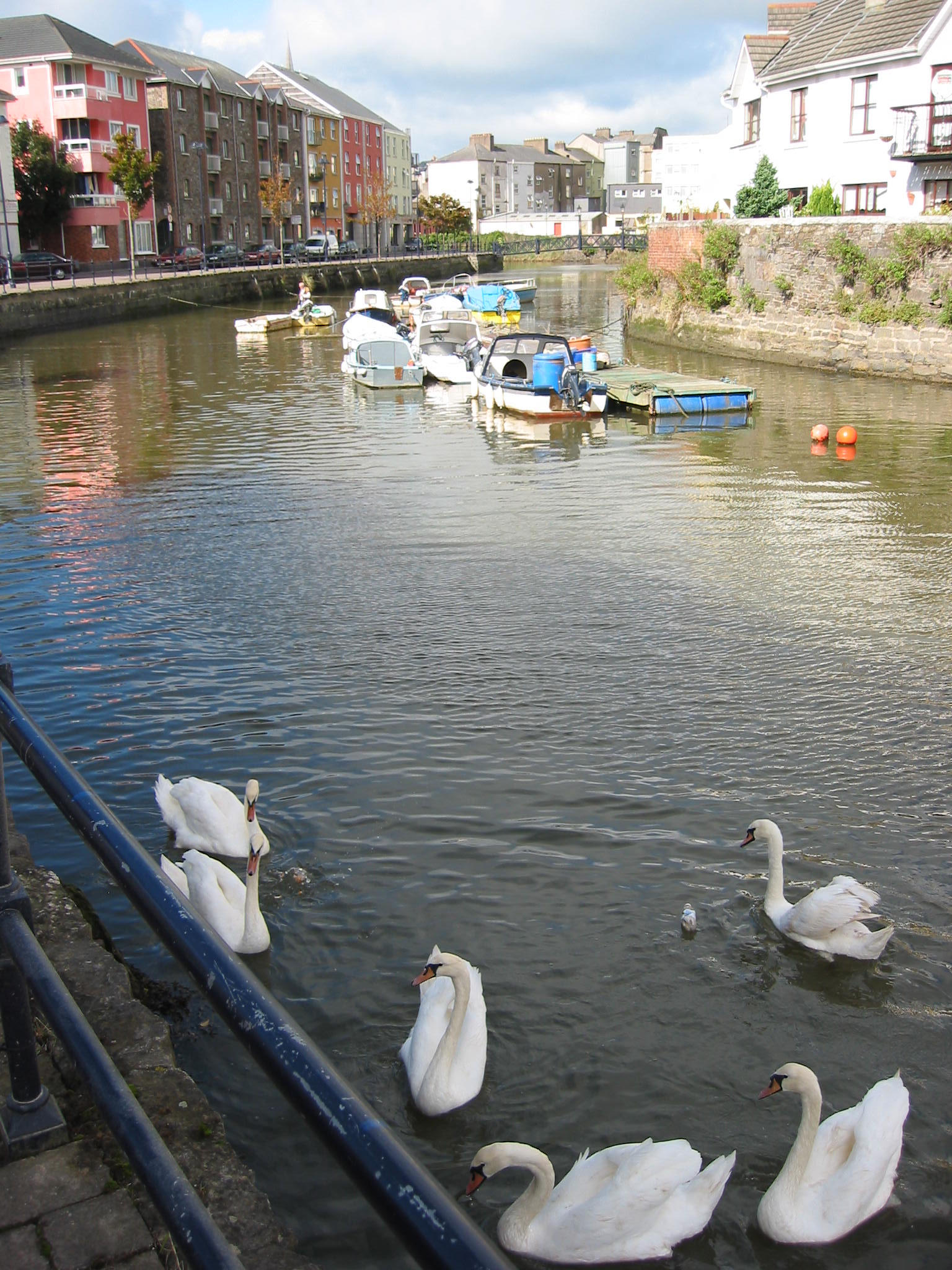
Набережна в Уотерфорді

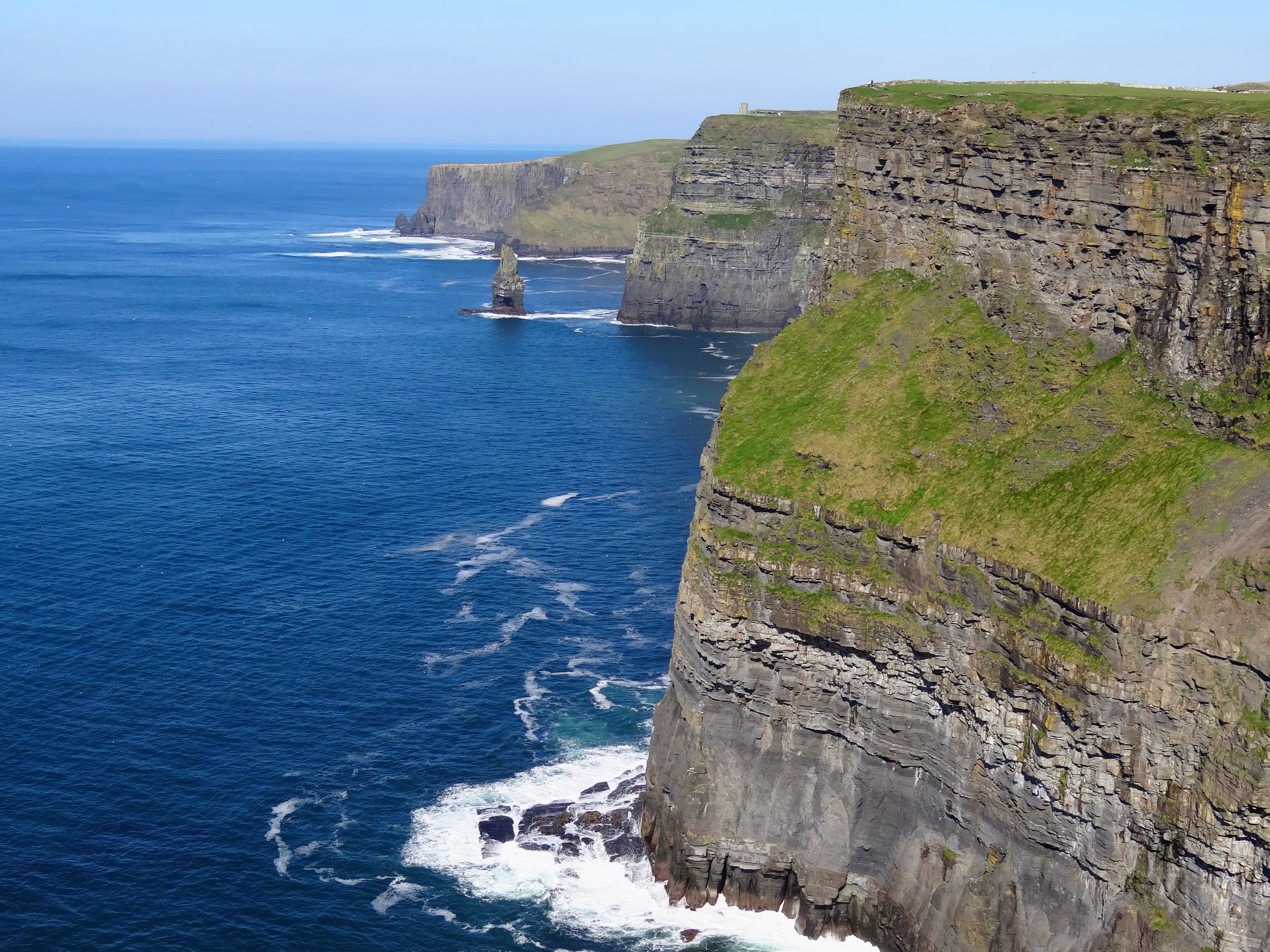
Стри Мохер у графстві Клер щорічно відвідує понад 1 мільйон осіб

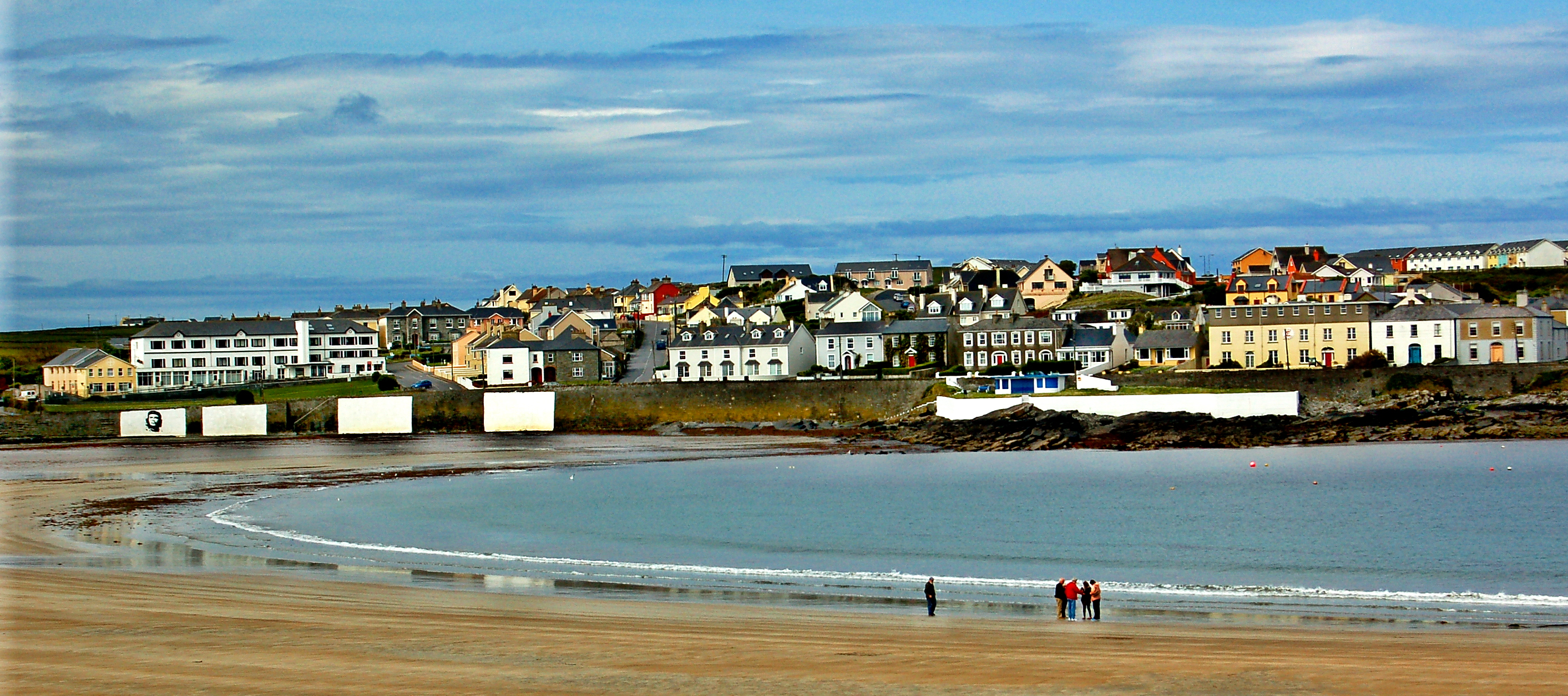
Міський пляж у Кілки

Туризм в Ірландській Республіці є одним із важливих секторів економіки, оскільки країну щорічно відвідує більш ніж 6,2 млн туристів, що приблизно в 1,4 рази більше власного населення Ірландії. У туристичній галузі Ірландії зайнято понад 200 000 осіб, а щорічний дохід від туризму становить близько € 5 млрд. У 2011 році читачі Lonely Planet визнали Ірландію «найкращим місцем для відпочинку у світі», місто Корк — одним з десяти найкращих міст світу, а ірландський сайт DiscoverIreland.com, був названий найкращим туристичним сайтом у світіFailte Ireland Tourism 2011. Failte Ireland. 27 січня 2011. Архівовано жовтень 4, 2017 на сайті Wayback Machine.. Більшість туристів, які відвідують Ірландію, приїжджають з Великої Британії, Сполучені Штати, США, Німеччини та Франції.
Основний потік туристів потрапляє до Ірландії повітрям. Національним авіаперевізником Ірландії є компанія Aer Lingus, яка обслуговує такі напрямки як Європа, Північна Америка та Північна Африка, але переважна більшість рейсів з континентальної Європи здійснюється іншою ірландською авіакомпанією — лоукостером Ryanair. В Ірландії є три великі міжнародні аеропорти — Шеннон, аеропорт Дубліна і аеропорт Корка. Дублінський аеропорт на сьогодні є найбільш завантаженим, у 2011 році на нього припадало понад 80 % пасажирського потоку в/з Ірландії. Поруч із трьома найбільшими міжнародними аеропортами, є аеропорти міст Нок і Керрі, які обслуговують рейси до Європи.
Туристи з континентальної Європи та Великої Британії можуть також в'їхати в Ірландію морським шляхом, на поромах з Роскофа і Шербура у Франції, Ліверпуля, Фішгарда і Холихеда у Великій Британії і Дугласа на острові Мен. Ці маршрути знаходяться у віданні компаній Irish Ferries, Stena Line, Celtic Link Ferriesi та P&O Ferries.
Мережа автомобільних доріг в Ірландії добре розвинена і нині має довжину 1017 кілометрів. Автодороги пов'язують Дублін із усіма великими містами країни, є плани щодо розширення цієї системи автомагістралей. В останні роки якість ірландських автошляхів значно покращилася завдяки Кельтському тигру зростання економіки країни, а також фінансуванню з боку Європейського Союзу, хоча за межами основних маршрутів дороги можуть виглядати абсолютно непередбачуваними з точки зору якості і змісту, особливо у сільських районах, таких як графства Керрі та Донегол.
Мережа Залізничний транспорт на острові Ірландія була найбільш розвинена в 1920-ті роки, в цей час протяжність ірландських залізниць склала 5600 км (3400 миль), до нашого часу збереглося тільки близько третини від цієї протяжності. Станом на початок 2014 року в Ірландії є лише одна легкорельсова транспортна система — Luas у Дубліні, відкрита у 2004 році. За 2010 рік Luas перевіз 27,5 мільйонів пасажирів, з приводу чого міністр транспорту Ірландії Лео Варадкар зазначив, що це найбільший успіх за всю історію громадського транспорту Дубліна.

## 10 речей, які варто зробити в Ірландії
Вдалі ідеї для тих, хто хоче ближче познайомити з Ірландією
1. Випити «Гіннеса» у «Темпл-барі» у Дубліні.
2. Побувати у Чарлевільському замку, місці коронації Стюартів біля Тулмору.
3. Відвідати собор Святого Патріка в Дубліні.
4. Призначити зустріч біля пам'ятника Моллі Малоун у Дубліні.
5. Побувайте в замку Кейр, «що завжди здавався без бою», у місті Кейр.
6. Закиньте вудку в озері Лох-Корріб, біля селища Утерард.
7. Поцілувати стіну замку Бларні біля міста Корк.
8. Встигнути побачити озеро Loughareema в Балікаслі.
9. Проїхати велосипедом через графство Клер.
10. Пройти слідами роману «Улліс» у Блумсдей.

Столиця Ірландії стане чудовим початком для знайомства з цією багатогранною, зеленою та привітною Республікою. Багата історія Дубліна з солідною літературною спадщиною, незвичайні будівлі георгіанської епохи, затишні паби та пишні парки не залишать байдужим жодного мандрівника.
Саме місто розкинулося на берегах мініатюрної річки Ліффі, а з північної та південної частини дублінські будинки оточені мальовничими пагорбами. Велика кількість садів, які ретельно доглядають і самі жителі і міська влада, не заважає Дубліну займати позицію одного з головних фінансових центрів світу. Високий рівень екології лише посилює респектабельність та космополітизм столиці. Недаремно Дублін знаходиться в топі рейтингу найдорожчих і найсприятливіших для життя міст світу.
Саме тут зосереджено культурне, промислове та економічне життя Смарагдового острова. Архітектурні пам'ятники, оригінальні музеї, старовинні театри, офіси міжнародних банків та холдингів, торгові центри та десятки підприємств пивоваріння, кондитерської, швейної та суднобудівної промисловостей — усе це ви побачите, якщо наважитеся познайомитися з Дубліном, дізнатися більше про це місто.
Не сумнівайтеся, подорож до столиці Ірландії здатна стати незабутньою пригодою для всієї родини!
Молодь завжди в пошуках емоцій, тому водний відпочинок є невід/ємною частину подорожей.
Ірландія – це острів, який частково омивається Ірландським морем, а частково Атлантичним океаном. Тож, природньо, у багатьох виникає логічне питання – а чи можна там поплавати? І ось з цим не все так просто. По-перше, води навколо Ірландії доволі прохолодні, тож це розвага не для слабаків. Але це не головна перепона.
Інша річ – легендарні ірландські припливи та відливи, для місцевих це справжня наука вирахувати, який буде найближчим часом рівень води. Інколи вода відходить настільки далеко, що навіть на облагороджених пляжах до неї доведеться йти метрів 500 – але й там не буде різкого спуску у воду, а доведеться йти ще метрів 200 у воді по пояс. Так, на багатьох пляжах є трампліни для спуску у воду, але корисні вони лише у дні припливу (але тоді і хвилі сильніші).
Ірландські паби та національна кухня
Сьогодні в ірландському пабі можна і випити смачного пива й поїсти смачної їжі.
Цікаво, що їсти на вулиці в Ірландії не прийнято, а до 70-х років минулого століття й в пабах не було традиції подавати їжу. Для ірландця обідати або вечеряти поза домом була справою незвичайною, хоча, звичайно, в будь-якому містечку був готель, де можна було поїсти протягом дня. Сьогодні ж в пабах можна замовити й повноцінну страву, і нехитру закуску до пива. Ірландська кухня не відрізняється особливою привабливістю. Страви готують з молока, риби, морепродуктів, овочів. Хоча сьогодні м'ясні страви дуже популярні, раніше м'ясо було доступно тільки вищого стану. Після того, як в Ірландії була завезена картопля (між іншим, як декоративна культура), вона зайняла гідне місце серед інших харчових продуктів. В Ірландії з картоплі готують хліб, оладки, запіканки, пироги та багато інших страв. Дуже популярне в країні така страва, як рагу: з баранини, овочів, картоплі. Обов'язково спробуйте ірландський суп з півня або суп з геркулесу, а на десерт можна взяти шматочок фруктового пирога або іншу випічку.
Безумовно, найулюбленіший напій ірландців - це пиво, особливо Guinness. Його подають майже у всіх закладах країни. У деяких пабах варять стаути та елі за власними рецептами, а також подають пиво всесвітньо відомих брендів. Серед інших популярних напоїв - стаути Beamish й Murphy's, елі Kilkenny та Smithwicks, сидр Bulmers, віскі Jameson і Bushmills, різноманітні коктейлі з лікером Baileys.
Паб (скорочене від Public House) для ірландця - це другий дім. Тут споконвіку зустрічалися з друзями та родичами, розв'язувати ділові питання й просто спілкувалися з однодумцями. Як правило, якщо людина ставала завсідником якого-небудь закладу, то ходив він саме туди протягом усього життя. Таким чином, відвідувачі пабів завжди знали один одного, і ця традиція збереглася до сих пір. Проте, Вам не дадуть відчути себе зайвим - ірландці дуже люблять гостей і ставляться до них з щирою симпатією.
У пабах регулярно виступають музиканти, що грають на національних інструментах кельтську музику, причому часто музиканти розташовуються прямо за одним зі столиків закладу.
Періодично в пабах влаштовуються і виступи танцюристів, однак не часто, адже зазвичай в пабі ніде яблуку впасти.
Де побувати в Ірландії
Всього в декількох кілометрах від невеликого містечка Уестпорт знаходиться священна гора - Гора святого Патріка. Її легенда пов'язана з найулюбленішим святим ірландців. Вважається, що саме в цих горах святий Патрік провів 40 днів і 40 ночей у молитві й пості, не вживаючи ні їжі, ні води. Але не тільки легенда та любов до святого тягне сюди мандрівників з усіх куточків країни - з оглядових майданчиків відкривається прекрасний вид на навколишні краєвиди. Тут можна забути про всі проблеми й розчинитися в красі. Ще одна релігійна святиня - храм у Глендалоу, що в 50 км від Дубліна. Містечко розташоване між двома найчистішими льодовиковими озерами. В середині VI століття святий Кевін заснував тут один з перших християнських храмів в Ірландії, а пізніше на його місці з'явився монастир. Попри набіги вікінгів та вплив часу, церква й сьогодні знаходиться у первозданному вигляді, зберігаючи свій неповторний вигляд та чарівність.

## День святого Патрика
Говорячи про молодіжний туризм не можна забувати про найбільний фестиваль кріїни
День святого Патріка є офіційним вихідним в Ірландії, його заведено відзначати весело — парадами, гуляннями і з великою кількістю випивки. Традиція святкувати цей день легко прижилася у більшості країн світу.
Найгучніші святкування за межами Ірландії проходять у країнах з великими ірландськими діаспорами — це Велика Британія та США. Водночас масштабні паради є американською емігрантською традицією. Учасники таких парадів традиційно одягаються в зелений одяг із зображенням конюшини, яка символізує Святу Трійцю. За легендою, цей знак особисто обрав святий Патрик. Крім того, суто ірландським символом свята є зображення самого Патрика, фігурки казкових лепреконів з глечиками скарбів і національна символіка.
5 цікавих фактів про свято:
- День святого Патрика припадає на Великий піст, але ірландці цього дня їли м'ясо, адже вважалося, що святий Патрик перетворює все м'ясо, приготоване для частування, на рибу.
- У межах глобалізації ірландського свята з'явився вислів "17 березня кожний є ірландцем".
- Ірландія офіційно святкує День святого Патрика з 1903 року, тоді як наступний день — піст, тому влада побоювалася надмірного вживання алкоголю і зачиняла паби 17 березня аж до 1961 року.
- За рівнем споживання алкоголю День святого Патрика посідає четверту сходинку у США після Нового року, Різдва і Дня Незалежності.
- Однак сам святий Патрик не був ірландцем. Він народився у Британії приблизно у 390 році.

До народних ставиться традиція розпиття хоча б однієї чарки спиртного в якому-небудь пабі. Спочатку найбільш поширеним напоєм цього дня був віскі, згодом дуже популярним став ель. Існує так звана «Чарка Патріка» — одиниця виміру випитого віскі. До того, як випити останній стакан віскі, необхідно було покласти в стакан трилисник. Це називалося «осушити трилисник». Випивши віскі, трилисник належало кинути за спину через ліве плече — на щастя.
За народною ж традиції цього дня заведено одягатися в зелене або прикріплювати до одягу трилисник. Вперше про цей звичай згадується в 1689 році. До цього року ірландці носили на грудях хрести святого Патріка. Аж до XVIII століття звичай носіння трилисника вважався вульгарним, але з плином часу традиція прижилася.
Крім трилисника, символами цього дня також вважаються лепрекони (казкові істоти маленького росту, що шиють взуття для інших казкових істот і є хранителями скарбів), арфа (зображена на гербі Ірландії) і шілейла (дубовий або терновий посох із загнутим кінцем, який використовували, крім прямого призначення, як ключкою з загнутим кінцем, яка використовувалась крім прямого призначення, як ключка для гри в керлінг). Одним із символів свята є лепрекони - казкові черевичники, які володіють захованим горщиком із золотом. Якщо щасливому шукачеві скарбів вдасться спіймати лепрекона, то ця істота має розповісти людині, де заховані її скарби. Утім, якщо ви раптом спіймаєте черевичника, то пам'ятайте, що повністю вірити йому не варто, - ці чоловічки підступні та пустотливі й легко можуть обдурити довірливого шукача скарбів.
Традиційно у День Святого Патрика влаштовуються паради, перший із яких пройшов на території сучасних США у XVIII ст. На вулиці виходять люди, одягнені в екстравагантні костюми. У ньому беруть участь духові оркестри зі знаменитими волинками.
У День Святого Патріка готують особливі страви. Попри те, що 17 березня, як правило, випадає на Великий піст, цього дня готують м’ясо: існує народне повір’я, що цього дня св. Патрік перетворює все м’ясо в рибу. Традиційною стравою є капуста з беконом або солониною. Крім того, існує безліч страв, у приготуванні яких використовуються різні сорти пива.
День Святого Патріка славиться тим, що його відзначають пияцтвом за тиждень до свята та тиждень після.
Наразі у фестивальних парадах на честь Дня Святого Патрика беруть участь сотні мільйонів людей у всьому світі.
Право називатися першим містом, у якому пройшов такий парад, оскаржують Нью-Йорк і Бостон. Найбільшого розмаху свято набуває в містах із великою ірландською діаспорою. Крім Нью-Йорка і Бостона, це Філадельфія, Атланта і Чикаго. Саме в США зародилася традиція дружньо щипати тих, хто не одягнений 17 березня в зелене. Крім того, у багатьох американських містах існує традиція в День святого Патрика фарбувати водойми в зелений колір. Вважається, що початок традиції поклали робітники, які стежили за рівнем забруднення річки Чикаго: вони пофарбували її води зеленим рослинним барвником для того, щоб відстежувати нелегальне скидання відходів.
В Ірландії перший такий парад відбувся у 1931 р.

## Речі, без яких в Ірландії не обійтися
Наостанок розповімо про кілька дрібничок, які варто мати з собою, вирушаючи до Ірландії.
1. Перехідник-адаптер під "англійську" розетку. В Ірландії такі ж самі "нестандартні" розетки, як, наприклад, у Великій Британії, ОАЕ чи на Кіпрі, куди аж ніяк не підключити наші прилади. І хоча загалом турботливі ірландці подбали про туристів з "іншого світу", обладнавши розетки в готелях (і навіть хостелах) чи в автобусах USB-портами, через які можна підзаряджати смартфони, для інших приладів, як-то ноутбук чи фен, вам все одно знадобиться адаптер. Так, є ймовірність, що в готелі ви зможете орендувати такий адаптер під заставу чи за доплату, однак краще все ж мати свій.
2. Дощовик, зонт, бахіли від дощу. Оскільки Ірландія – це країна, де дуже багато дощів, потрібно подбати про захист, бо ви ж не хочете промокнути та захворіти. Ці речі потрібно носити з собою постійно, бо ніколи не знаєш, коли вони знадобляться – прогнози погоди в Ірландії штука ненадійна.
3. Багатошаровий одяг. Оскільки погода в Ірландії мінлива, варто мати при собі одяг на усі випадки – теплі кофти та штани, щоб у разі чого утеплитися, та легкий верх-низ, щоб якщо що роздягнутися.
4. Рушник. Це актуально для тих, хто зупиняється в хостелах, де, найчастіше, в Ірландії у ціну не включені рушники. Так, зазвичай їх можна орендувати в хостелі за доплату, але можна й свій взяти. До того ж, можливо вам таки пощастить потрапити на пляж.

## Історико-культурні пам’ятки країни
Від древніх ірландців до нас дійшли різні пам’ятники матеріальної культури — знаряддя праці, зброя, прикраси, розвалини будинків, дольмени і кромлехи (так називають камені, споруджені на могилах знатних людей і воїнів або на честь богів), а також пам’ятники усної народної творчості — ірландські оповіді (саги). Кількість саг обчислюється сотнями. У них оповідається про різні древні події і оспівуються легендарні герої, вожді і риаги. Вони створювалися протягом багатьох віків безіменними народними сказителями, а розказували їх на народних святах і бенкетах у вождів і риагів, за звичай по одній сазі на вечір.
Найдревнішим і найбільш популярним в середні віки циклом ірландських саг є уладський цикл, що зародився при дворі риагів Ольстера (в старовині його називали Улад). У ньому оповідається про боротьбу риагів Улада і Коннота.  Пізніше ірландські саги використовувалися в кельтській Британії сказителями, що складали легенди про короля Артура і його воїнів, які захищали бритів від войовничих саксів.
З поширенням християнства в Ірландії друїди вимушені були поступитися місцем духовенству, а функції вчителів юнацтва і охоронців героїчних і родових традицій перейшли до бардів. Барди виконували свої пісні під акомпанемент арфи при дворах знатних людей або бродячи по селах. За майстерністю барди поділялися на вісім розрядів.
Після введення християнства в країні виникло багато спеціальних шкіл для навчання бардів, які існували до XVII ст., аж до заборони їх англійською владою, що бачила в бардах, і не без основи, «головних носіїв національної, антианглійської традиції».
Були і особливі школи брегонів. Поряд зі школами бардів і брегонів з’явилося багато монастирських шкіл, де протягом семи років навчалися і виховувалися юнаки не тільки з Ірландії, але і з інших країн Європи. Випускники шкіл ставали священиками або ченцями католицької церкви. Навчання проводилося латинською мовою. Якщо в школах бардів вивчалися література, поезія, музика, то в монастирських школах головними предметами були священне писання, а також філософія, географія, астрономія і геометрія у властивому церковній культурі середньовіччя трактуванні.
З введенням християнства в Ірландії став застосовуватися латинський алфавіт. Центрами писемності стали монастирські школи, діяльність яких по перепису книг релігійного або світського змісту мала важливе значення. Заснування монастирів сприяло колонізації і освоєнню ряду незаселених територій Ірландії, а також відкриттю не відомих європейцям островів в Північній Атлантиці і створенню там перших поселень задовго до приходу норманнів.
У VI-VIII століттях Ірландія була одним з центрів християнства в Європі, звідки воно стало розповсюджуватися і на інші території. «Островом святих і вчених» називали її в той час.
Основні музеї Ірландії:
— Національний Музей,
— Національна галерея,
— Старовинна Бібліотека Дублінського університету Трінніті-Коледж,
— Ірландська Королівська Академія,
— Національна бібліотека,
— бібліотека Честер Бітті,
— музей сучасного мистецтва,
— національний концертний хол,
— музей Коллінгські Казарми,
— державний музей на вулиці Килдер-стріт,
— природний історичний музей.
У Ірландії багато особняків, замків і парків.
У столиці, Дубліні безліч прекрасних пам’ятників архітектури. Замок Malahide Castle, що на північній околиці міста, і Royal Hospital — ось лише два приклади скарбнички дублінської архітектури.
Вся територія країни усіяна безліччю замків і особняків, різної величини і рівня розкоші. Безліч цих архітектурних визначних пам’яток, оточені прекрасними садами, або лісопарковими зонами.
У Ірландії п’ять Національних Парків, що мають міжнародний статус. До таких відноситься, наприклад 500 кілометровий простір Burren, що в графстві Клер (Clare), де існує дивне природне поєднання скелястих горбів і дикорослих рослин.
У парку Irish National Heritage Park, що неподалеку від Уексфорд (Wexford), змальований портрет життя Ірландії, в усі періоди її існування. Зразки поселень і садиб, місця поховань, місця поклоніння, починаючи від перших поселень людини в Ірландії аж до середніх віків.
У країні знаходиться велика кількість історичних пам’яток, пов’язаних як зі середньовічним періодом, так і з доісторичним минулим цивілізації.
Практично в кожному графстві збереглися старовинні замки — німі свідки ірландської історії: Беллайли, Келдуїлл, Бунратті, Беллінтобір, Керрайкфіргус, Клогхен, Замки короля Джона в Лімеріку і Лоуті, Моніе, Донсогхлай і ще десятки інших, не менш величних і примітних.
Чудово збереглися і інші пам’ятники сивої старовини — стоянки і замки вікінгів, а також собори і монастирі, що є справжніми архітектурними шедеврами — абатство Коенг, особняк Лайсседелл, дублінский собор Св. Кенайка, абатство Міллайфонт, монастир Киллс і інш.
Безліч людей відвідує знамениті «кліффи» — прямовисні скелі майже двістіметрової висоти на атлантичному узбережжі країни, а також сумовиті, але тому не менш чарівні вересові пустки і горби — місце дії всіх місцевих легенд і переказів.

## Пам'ятки

### Міста

#### Дублін
Дублін — столиця та найбільше місто Ірландії. Завдяки територіальній близькості до Великої Британії, Дублін був найважливішим містом Ірландії під час британського панування (до 1922 року, коли було створено Ірландську Вільну державу). Дублінський аеропорт знаходиться в безпосередній близькості від міста, тому більшість іноземних туристів починають знайомство з Ірландією саме звідси. Серед головних пам'яток міста — Дублінський замок (резиденція британської влади в Ірландії до 1922), Фенікс-парк — один з найбільших міських парків у світі. Головпоштамт Дубліна — одна з найвідоміших історичних будівель Ірландії у зв'язку з Пасхальне повстання| повстанням]] 1916 року, колишня в'язниця Кілменхем, перетворена на музей, а також Трініті-коледж, де знаходяться Келлська книга і Книга з Дарроу. У 2010 році ЮНЕСКО присвоїло Дубліну почесне звання City of Literature в ознаменування того, що місто є батьківщиною багатьох відомих письменників, таких як Джеймс Джойс і Семюел Беккет.
Інші визначні пам'ятки Дубліна:
- Пивоварня Гіннесс[en], заснована в 1759 році, де варять знамените пиво Гіннесс;
- Блумсдей, фестиваль на честь Джеймса Джойса, автора роману «Улісс», події якого розгортаються в Дубліні. Проводиться щорічно 16 червня в день, коли відбувається дія роману. ;
- Міст Полпенні, міст через річку Ліффі;
- Кроук Парк, один з найбільших стадіонів Європи та головний стадіон Гельської атлетичної асоціації[6];
- Темпл-Бар, площа в південній частині міста, з великою кількістю вузьких середньовічних вулиць, відома своїми пабами та нічними клубами;
- Сант-Стивенс-Грін, громадський парк у центрі міста.

Любителі гострих відчуттів можуть взяти участь у нічній екскурсії «Привиди Дубліна (автобусна екскурсія) | Привиди Дубліна».

#### Корк
Розташований на південному узбережжі Ірландії, Корк є другим за величиною містом в країні. Багато з найвідоміших будівель Корку збудовано у XIX столітті, у період різкого зростання населення міста. Найбільш відомі два собори — Собор Пресвятої Діви Марії, Святої Анни та Собор Святого Фінбарра. Ще однією історичною пам'яткою є міська в'язниця, відкрита в 1824 році, в даний час реконструйована в туристичний об'єкт, де відвідувачі можуть оцінити умови життя ув'язнених двовікової давності. Найзнаменитішим будівля символом міста Корк є Церква Святої Анни, відома своєю вежею з годинником, яку охрестили «Чотири брехуни, що зіткнулися», оскільки цей годинник має чотири циферблати, що показують різний час. Аеропорт Корка знаходиться в безпосередній близькості від міста і пов'язує Корк з рядом європейських міст, хоча більшість авіарейсів виконується тільки в літній період.
Інші визначні пам'ятки Корка:
- Зоопарк Фото[en], зоопарк, розташований в безпосередній близькості від міста, на острові Фото[en], одна з найпопулярніших туристичних визначних пам'яток у країні[7].
- Форт-Елізабет[en] — оборонна споруда XVII століття.
- Оперний театр Корка[en], побудований у 1850-х роках.
- Англійський ринок[en], продовольчий ринок, заснований в 1610 році. Ринок приваблює відвідувачів з усього світу, у 2011 році його відвідала королева Єлизавета II під час свого державного візиту до Ірландії[8][9].
- Ірландський національний університет у Корку.
- Замок Бларні, середньовічний замок у місті Бларні, на захід від Корка. У стіну замку вмонтований Камінь Красномовства, за легендою — частина Скунського каменя, який дарує дар красномовства кожному, хто поцілував його.
- Замок Десмонд.
- Замок Блекрок.

#### Лімерик
Місто Лімерік, розташоване в гирлі річки Шаннон, протягом більше 800 років грав роль «воріт» для західної Ірландії. Завдяки розташуванню міста в середині Атлантичного коридору, Лімерік став своєрідною базою для туристів, що подорожують уздовж західного узбережжя Ірландії. Найвідомішою визначною пам'яткою міста є замок короля Іоанна Безземельного, заснований у XIII столітті. У місті також розташовано Музей Хант — одна з найбагатших приватних колекцій у світі. У музеї представлена велика колекція античних і середньовічних творів мистецтва і скульптури, включаючи артефакти Стародавня Греція, Стародавній Греції, Стародавній Рим, Стародавній Єгипет та Стародавнього Єгипту і Ольмеки цивілізації ольмеків]]. В експозиції музею також є роботи Пабло Пікассо, П'єр-Огюста Ренуара, Джека Йейтса та Генрі Мура.
Інші визначні пам'ятки Лімеріка:
- Село Фойнс з музеєм, невелике село за межами міста Лімерік, яке було останнім пунктом заходу для гідролітаків, що вилітали до Північної та Південної Америки. Тут розташовувався один із найбільших цивільних аеропортів Європи під час Другої світової війни, і тут же вперше був приготований напій «кави по-ірландськи]».
- Собор Святого Іоанна, один із двох соборів у місті. Побудований в неоготичному стилі, є одним з небагатьох ірландських будівель, спроектованих Філіппом Хардвіком[en]. Діє з 1861 року, шпиль собору є найвищим у країні (94 метри).
- Адер — село, центр культурної спадщини; користується популярністю у зв'язку з оригінальною архітектурою History of Adare. Bill Chawke. Архів оригіналу за 19 жовтня 2013. Процитовано 15 вересня 2012.
- Лох-Гур, одна з головних археологічних пам'яток в Ірландії, де розташовані стоянки стародавньої людини, яка жила тут понад 5 тис. років тому, дольмени та мегалітичні споруди.

#### Голуей
Голуей є наймолодшим містом в Ірландії, оскільки права міста отримав лише 1985 року. Відомий головним чином своєю атмосферою розваг та відпочинку<Introducing Galway City. Lonely Planet. Архів оригіналу за 23 січня 2014. Процитовано 15 вересня 2012. 25 % населення міста Голуей складається зі студентів, оскільки в місті розташоване відділення Ірландського національного університету і Технологічний інститут Голуей-Мейо. Голуей особливо популярний серед американських туристів, які вважають його «найірландським» з міст Ірландії, і є одним з небагатьох регіонів, де можна почути ірландську мову, оскільки він розташований за кілька кілометрів від Гелтахт. На північ від Голуея знаходиться Лох-Корріб — найбільше озеро Ірландії.
Поромне сполучення пов'язує село Росавіл, розташоване неподалік Голуея, з островами Аран. Острови знаходиться приблизно за 40 хвилин їзди на поромі. На островах Аран в основному використовується ірландська мова, автомобілі там досить рідкісні та основним видом транспорту є велосипед.

#### Уотерфорд
Місто Уотерфорд розташоване на південному сході Ірландії. Це найменше місто в країні, з населенням трохи більше 50 тисяч (2011), хоча за віком воно є найстарішим (заснований Вікінгами в 914 році). Є одним з найтепліших місць в Ірландії, отримуючи в середньому додаткову годину сонячного світла кожен день.. На південь від Уотерфорда, на узбережжі, розташоване місто Трамор — популярне місце пляжного відпочинку, має 5-кілометровий пляж, а також є відомим місцем серфінгу.

### Узбережжя та морські курорти
Ірландія славиться своєю мальовничою береговою лінією та прибережними скелями. Найбільш відомі з них розташовані на заході країни, в основному в провінції Манстер. Найвідомішими скелями Ірландії є скелі Мохер в Клер (графство) графстві Клер, але найвищі скелі Ірландії і Великої Британії — скелі Крогхон, на Атлантичному узбережжі острова Акілл, графство Мейо, що досягають у висоту 688 метрів, що втричі вище, ніж кручі Мохер. Іноді найвищими скелями Ірландії помилково називають скелі Слів-Ліг у графстві Донегол, але вони займають лише друге місце по висоті (601 метр).
На півдні та південному заході Ірландії знаходяться морські курорти, такі як Кілкі, Лехінч, Куілті, Спейніш-Порт і Дунбег в графстві Клер, Йол, Баллікоттон, Кінсейл і Бантрі в графстві Корк і Гленбі, Дінгл, Каслгрегорі та Баллібаніон у графстві Керрі. У графствах Донегол, Слайго і Кдер особливо популярний серфінг.
Одним з найпопулярніших туристичних маршрутів по Ірландії є Кільце Керрі протяжністю 166 кілометрів, що проходить через півострів Айверах в графстві Керрі (Керрі). Основні точки маршруту: Кілларні — Кенмер — Знім — Уотервілл — Керсівін — Гленбі — Кіллорглін.

### Фестивалі та свята

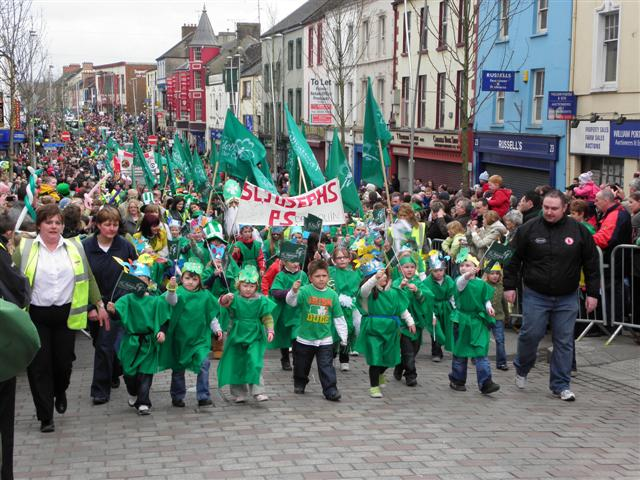
Парад у День святого Патріка

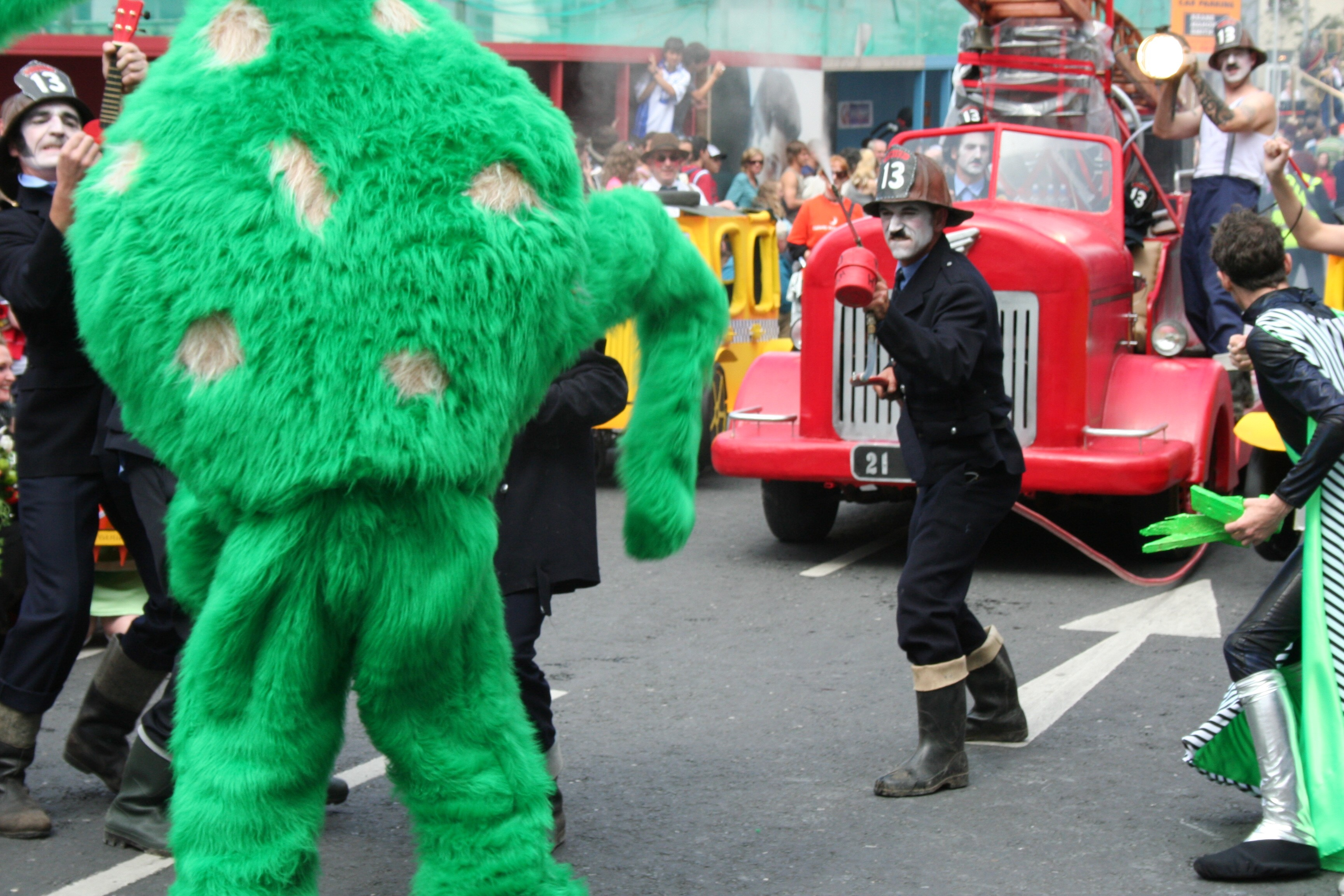
Фестиваль мистецтв у Голуеї

Ірландія славиться своїми фестивалями, більшість із яких відбувається щорічно. Найвідомішим з них є фестиваль Святого Патрика, який проходить по всій Ірландії, а також відзначається шанувальниками ірландської культури у всьому світі. Хоча день Святого Патрика відзначається 17 березня, фестиваль Святого Патрика в Ірландії триває більше ніж тиждень, і його програма включає паради 17 березня, а також феєрверк, що супроводжується музикою композитора. Марка МакКейба. Заходи фестивалю Святого Патрика включають також Тиждень ірландської мови, арландська мова, метою якої є розвиток ірландської мови. Головний парад у дні фестивалю проходить у Дубліні при величезному збігу народу (у 2012 році в ньому взяло участь понад 500 тисяч осіб).
Інший ірландський фестиваль, відомий у всьому світі — музичний фестиваль Oxegen, який проводиться з 2004 року. Цей фестиваль триває чотири дні і протягом двох років поспіль був названий найкращим європейським фестивалем за даними опитування, проведеного у Франції, Нідерландах, Іспанії та Великої Британії. У фестивалі Oxegen брали участь такі «зірки», як Бейонсе, The Black Eyed Peas, Afrojack, Емінем та Coldplay.
Головними спортивними заходами для ірландців є щорічні фінали Всеірландський чемпіонат з херлінгу | Ці матчі, як правило, проходять у середині вересня на дублінському стадіоні Кроук Парк і збирають до 80 тисяч глядачів.
Всесвітньо відомий ірландський фестиваль Роза Тралі — це міжнародний конкурс, в якому беруть участь спільноти з ірландської діаспори всього світу, щорічно проходить у місті Тралі (графство Керрі). Учасники фестивалю змагаються у майстерності виконання національних пісень та балад. Головною вимогою до учасників є наявність ірландського коріння.
У Голуеї щорічно в останній понеділок липня проводяться Голуейські стрибки. Ці стрибки мають всесвітню популярність і приваблюють велику кількість глядачів. У середньому за тиждень стрибки відвідує близько 150 тисяч людей.
Ще один популярний фестиваль у Голуеї — міжнародний фестиваль устриць, що проходить з 1954 року в останній вікенд вересня. За 60 років існування цей фестиваль отримав багато престижних нагород та титулів; зокрема, газета The Sunday Times Sunday Times назвала його «одним з 12 найбільших шоу на землі», а Travel Guide включив до списку семи кращих гастрономічних фестивалів Європи, поряд з Октоберфестом.
З 1978 року в Голуеї відбувається також щорічний фестиваль мистецтв, на якому представлені як виконавське, так і образотворче мистецтво. Фестиваль проходить у липні та щороку збирає близько 150 тисяч відвідувачів.
З 2004 року в селі Страдбаллі, графство Ліїш, щорічно проводиться музичний фестиваль Електричний Пікнік. У порівнянні з іншими великими музичними фестивалями, організатори фестивалю надають більшого значення якості сервісів для учасників, таких як харчування та проживання. За оцінкою журналу Rolling Stone, це один з кращих музичних фестивалів, які коли-небудь проводилися.
Один із найстаріших фестивалів у країні — Фестиваль знайомств у Лісдунварні, який проводиться з 1892 року.
Проходить щорічно в Лісдунварні — селі в Клер (графство) з населенням менш як 800 осіб. У вересні до Лісдунварни з'їжджаються від 20 до 40 тисяч людей з усього світу, які бажають знайти собі пару. В останні роки фестиваль став особливо популярним серед туристів з Далекого Сходу. Фестиваль у Лісдунварні став одним з найбільших фестивалів знайомств у Європі.

### Геологічний туризм
В Ірландії є багато геологічних пам'яток, більшість з яких розташовані вздовж узбережжя. Два найбільш значущі геологічні об'єкти знаходяться в графстві Клер — це скати Мохер і кам'яниста місцевість Буррен. Скелі Мохер є одним з найпопулярніших для туристів місць країні, їх вік оцінюється приблизно в 320 мільйонів років, тобто вони сформувалися під час кам'яновугільного періоду, коли майбутня Ірландія була під водою. Буррен також сформувалася у період. Коли тропічне море затопило південь країни, почалося формування вапнякових порід, що зустрічаються в Ірландії у багатьох місцях. Коли море обміліло, вапняк покривався численними шарами піщанника і Глинистий сланець глинистого сланцю. Буррен є одним з найбільших карстових ландшафтів у Європі й одним із небагатьох місць у країні, де вапняк видно над землею.
Багато гір Ірландії формувалися в період Каледонська складчастість, більшість з них виникло від 400 до 250 мільйонів років тому і могло досягти висоти Альпи Альп, але через вивітрювання стало значно нижче.

## Статистика
У 2011 році Ірландію відвідало 6,24 млн іноземних туристів (приріст на 1 % в порівнянні з 2010 роком)
| Рейтинг | Країна                                                               | Число туристів | %     |
| ------- | -------------------------------------------------------------------- | -------------- | ----- |
| 1       | Велика Британія Велика Британія                                      | 45 %           |       |
| 2       | США США                                                              | 811,000        | 13 %  |
| 3       | Німеччина Німеччина                                                  | 411,000        | 6.5 % |
| 4       | Франція Франція                                                      | 381,000        | 6 %   |
| 5       | Іспанія Іспанія                                                      | 233,000        | 4.5 % |
| 6       | Бельгія Бельгія, Нідерланди Нідерланди та Люксембург Люксембург      | 225,000        | 4 %   |
| 7       | Італія Італія                                                        | 214,000        | 3 %   |
| 8       | Данія Данія, Фінляндія Фінляндія, Норвегія Норвегія та Швеція Швеція | 172,000        | 3 %   |
| 9       | Австралія Австралія та Нова Зеландія Нова Зеландія                   | 143,000        | 2 %   |
| 10      | Канада Канада                                                        | 93,000         | 1 %   |
|         | Інші країни Європи                                                   | 548,000        | 9 %   |
|         | Інші країни світу                                                    | 210,000        | 3 %   |
|         | Усього                                                               | 6,240,000      | 100 % |

У 2012 році Ірландію відвідало 6,286 млн іноземних туристів (приріст менше 1 % порівняно з 2011 роком).
| Рейтинг | Країна                                                               | Число туристів | %     |
| ------- | -------------------------------------------------------------------- | -------------- | ----- |
| 1       | Велика Британія Велика Британія                                      | 2,722,000      | 43 %  |
| 2       | США США                                                              | 833,000        | 13 %  |
| 3       | Німеччина Німеччина                                                  | 437,000        | 7 %   |
| 4       | Франція Франція                                                      | 384,000        | 6 %   |
| 5       | Іспанія Іспанія                                                      | 240,000        | 4 %   |
| 6       | Бельгія Бельгія, Нідерланди Нідерланди та Люксембург Люксембург      | 226,000        | 3.5 % |
| 7       | Італія Італія                                                        | 239,000        | 4 %   |
| 8       | Данія Данія, Фінляндія Фінляндія, Норвегія Норвегія та Швеція Швеція | 180,000        | 3 %   |
| 9       | Австралія Австралія та Нова Зеландія Нова Зеландія                   | 158,000        | 2.5 % |
| 10      | Канада Канада                                                        | 107,000        | 2 %   |
|         | Інші країни Європи                                                   | 540,000        | 8.5 % |
|         | Інші країни світу                                                    | 219,000        | 3.5 % |
|         | Усього                                                               | 6,286,000      | 100 % |